# Elizabeth P. Peabody

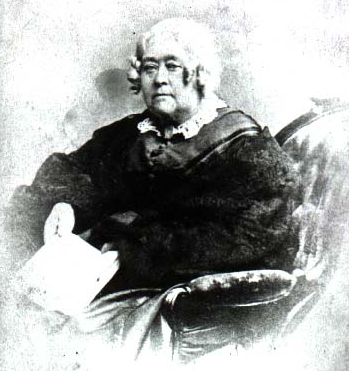
Elizabeth Palmer Peabody

Elizabeth Palmer Peabody (* 16. Mai 1804 in Billerica, Massachusetts; † 3. Januar 1894) war eine amerikanische Pädagogin und Schriftstellerin, die 1860 den ersten englischsprachigen Kindergarten in den Vereinigten Staaten von Amerika eröffnete. 

## Biographie
Sie gehörte zur neuidealistischen Bewegung der amerikanischen Transzendentalisten. Als erste Verlegerin in den Vereinigten Staaten veröffentlichte sie 1849 die einzige Ausgabe einer transzendentalistischen Zeitschrift, die Æstetic Papers, in der sie neben anderen Essays Henry David Thoreaus The Resistance to Civil Government veröffentlichte.
1834–1835 lehrte sie an Amos Bronson Alcotts experimenteller Temple School in Boston. 1839 eröffnete sie die West Street Buchhandlung, die schnell zu einem Treffpunkt der Intellektuellen in Boston wurde. Neben Übersetzungen von Margaret Fuller veröffentlichte sie einige Bücher von Nathaniel Hawthorne. Außerdem war sie Geschäftsführerin des The Dial, des Monatsmagazins der Transzendentalisten, in dem sie auch selbst publizierte.
In ihrer pädagogischen Arbeit wurde sie von dem deutschen Pädagogen Friedrich Fröbel beeinflusst.

## Schriften
- Crimes of the House of Austria (1852)
- Egotheism, the Atheism of To-Day (1858)
- Kindergarten Culture (1870)
- Kindergarten in Italy (1872)
- Reminiscences of Dr. Channing (1880)
- Letters to Kindergarteners (1886)